# Evison Glacier
Evison Glacier är en glaciär i Antarktis. Den ligger i Östantarktis. Nya Zeeland gör anspråk på området. Evison Glacier ligger 1 589 meter över havet.
Terrängen runt Evison Glacier är kuperad åt sydväst, men åt nordost är den platt.  Trakten är obefolkad. Det finns inga samhällen i närheten. 